# 16 de abril
16 de abril é o 106.º dia do ano no calendário gregoriano (107.º em anos bissextos). Faltam 259 dias para acabar o ano.

## Eventos históricos
- 1457 a.C. — Provável data da Batalha de Megido entre Tutemés III e uma coalizão rebelde cananeia sob o comando do rei de Cades, a primeira batalha a ser registrada no que é aceito como um detalhe relativamente confiável.
- 0069 — Derrotado pelas tropas de Vitélio em Bedriacum, Otão comete suicídio.[1]
- 0073 — Massada, uma fortaleza judaica, cai sob o domínio romano depois de vários meses de cerco, terminando com a Grande Revolta Judaica.
- 0556 — É eleito o Papa Pelágio I.
- 1346 — Estêvão Uresis IV, é proclamado imperador, com o Império Sérvio ocupando grande parte dos Bálcãs.
- 1520 — Início da Revolta dos Comuneiros, na Espanha, contra o governo do rei Carlos I de Espanha (que também era o sacro imperador romano, com o nome régio de Carlos V).
- 1521 — Reforma Protestante: a primeira apresentação de Martinho Lutero perante a Dieta de Worms para ser examinado pelo imperador Carlos V e outras autoridades do Sacro Império Romano da Nação Alemã.
- 1582 — O conquistador espanhol Hernando de Lerma funda o assentamento de Salta, Argentina.
- 1746 — A Batalha de Culloden é travada entre os jacobitas, apoiados pelos franceses e que defendiam que o trono britânico para Jaime Francisco Eduardo Stuart e as forças britânicas leais a dinastia de Hanôver do rei Jorge II da Grã-Bretanha, comandadas Guilherme, Duque de Cumberland, na Escócia.
- 1780 — Fundação da Universidade de Münster, na Renânia do Norte-Vestfália, Alemanha.
- 1838 — O exército francês captura Veracruz na Guerra dos Pastéis.[2]
- 1847 — O tiroteio acidental entre um Māori e um marinheiro inglês resulta na abertura da Campanha Wanganui das Guerras da Nova Zelândia.
- 1912 — Harriet Quimby se torna a primeira mulher a pilotar um avião através do canal da Mancha.
- 1917 — Vladimir Lenin retorna a Petrogrado, Rússia, depois de seu exílio na Suíça.
- 1919 — Mahatma Gandhi organiza um dia de "oração e jejum" em resposta à morte de manifestantes indianos no Massacre de Jallianwala Bagh pelas tropas coloniais britânicas ocorrido três dias antes.
- 1922 — Assinado o Tratado de Rapallo, nos termos dos quais a Alemanha (República de Weimar) e a União Soviética restabelecem as relações diplomáticas.
- 1925 — Durante o ataque comunista à Igreja Sveta-Nedelya em Sófia, Bulgária, 150 são mortos e 500 são feridos.
- 1941 — Segunda Guerra Mundial: a Ustaše, uma organização ultranacionalista croata, é colocada no comando do Estado Independente da Croácia pelas Potências do Eixo depois do término da Operação 25.
- 1943 — Albert Hofmann acidentalmente experimenta os efeitos psicodélicos do LSD. Ele intencionalmente ingere a droga três dias depois, 19 de abril.
- 1945
  - Segunda Guerra Mundial: o Exército Vermelho dá início ao assalto final sobre as forças alemãs nos arredores de Berlim, com quase um milhão de soldados lutando na Batalha de Seelow.
  - Mais de 7 000 refugiados alemães morrem quando o navio Goya é afundado por um submarino soviético.
- 1947
  - Desastre de Texas City: uma explosão a bordo de um cargueiro no porto, provoca um incêndio em Texas City, Estados Unidos, matando aproximadamente 600 pessoas.
  - Bernard Baruch cria o termo "Guerra Fria" para descrever a relação entre os Estados Unidos e a União Soviética.
- 1948 — A Organização para a Cooperação e Desenvolvimento Econômico é fundada.
- 1961 — Em um discurso transmitido nacionalmente, o primeiro-ministro de Cuba Fidel Castro declara que é um marxista-leninista e que Cuba adotará o socialismo.
- 1972 — Programa Apollo: lançamento da Apollo 16 do Cabo Canaveral, Estados Unidos.
- 1984 — Um milhão e quinhentas mil pessoas participam de comício das Diretas Já na cidade de São Paulo, capital do estado de mesmo nome. É a maior manifestação pública da história do Brasil.
- 2001 — Índia e Bangladexe iniciam um conflito fronteiriço de cinco dias, mas não conseguem resolver as disputas sobre suas fronteiras.
- 2003 — É assinado em Atenas o Tratado de Adesão admitindo dez novos Estados-membros na União Europeia.
- 2007 — Massacre de Virginia Tech: Cho Seung-hui mata 32 pessoas e fere outras 17 antes de cometer suicídio.
- 2012
  - Começa em Oslo, o julgamento de Anders Behring Breivik, autor dos atentados de 22 de julho de 2011 na Noruega.
  - Foram anunciados os vencedores do Prêmio Pulitzer, foi a primeira vez desde 1977 que nenhum livro ganhou o Prêmio de Ficção.
- 2013 — Um terremoto de magnitude 7,8 atinge a província de Sistão-Baluchistão, no Irã, matando pelo menos 35 pessoas e ferindo outras 117.[3]
- 2014 — A balsa MV Sewol, transportando mais de 450 pessoas, vira perto da ilha Jindo, na costa da Coreia do Sul, deixando 295 passageiros e tripulantes mortos e mais 9 desaparecidos.
- 2016 — Sismo de 7,8 graus na escala de magnitude de momento atinge as cidades de Muisne e Pedernales no Equador.
- 2018 — Os jornais New York Times e New Yorker ganham o Prémio Pulitzer de Serviço Público por notícias de última hora sobre o escândalo de abuso sexual do produtor de cinema Harvey Weinstein.
- 2021 — Raúl Castro anuncia a renúncia ao cargo de Primeiro-secretário do Partido Comunista Cubano, encerrando mais de 62 anos de governo dos irmãos Castro em Cuba.[4]
- 2022 — Ataques aéreos paquistaneses no Afeganistão ferem e matam dezenas de pessoas.[5]

## Nascimentos

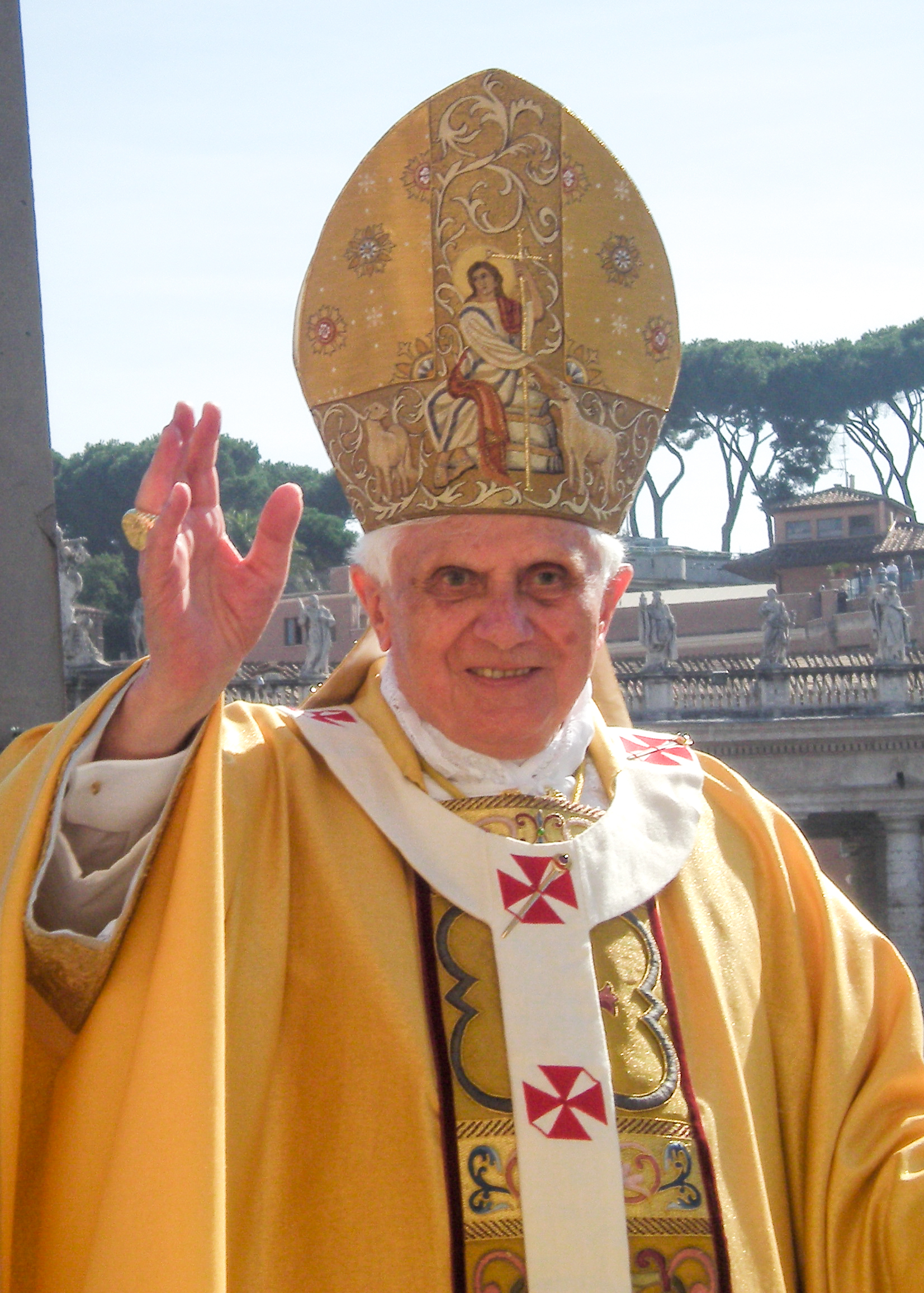
Papa Bento XVI

### Anterior ao século XIX
- 1495 — Petrus Apianus, matemático e astrônomo alemão (m. 1557)
- 1516 — Tabinshwehti, rei birmanês (m. 1550)

- 1612 — Abraham Calovius, matemático, filósofo e teólogo alemão (m. 1686).
- 1646 — Jules Hardouin-Mansart, arquiteto francês (m. 1708).
- 1649 — Jan Luyken, poeta, pintor e gravurista neerlandês (m. 1712).
- 1730 — Henry Clinton, militar e político britânico (m. 1795).
- 1755 — Élisabeth-Louise Vigée-Le Brun, pintora francesa (m. 1842).
- 1786
  - Albrecht Adam, pintor alemão (m. 1862).
  - John Franklin, explorador e escritor britânico (m. 1847).

### Século XIX
- 1802 — Eugène Flachat, engenheiro francês (m. 1873).
- 1815 — Henry Bruce, 1.º Barão de Aberdare, político britânico (m. 1895).
- 1821 — Ford Madox Brown, pintor britânico (m. 1893).
- 1822 — Karl Theodor Robert Luther, astrônomo alemão (m. 1900).
- 1823 — Gotthold Eisenstein, matemático alemão (m. 1852).
- 1825 — Jacob Brønnum Scavenius Estrup, político dinamarquês (m. 1913).
- 1838 — Ernest Solvay, químico belga (m. 1922).
- 1841 — Khristina Danilovna Altchevskaia, pedagoga e escritora ucraniana (m. 1920).
- 1843 — Manuel Baptista da Cunha, arcebispo português (m. 1913).
- 1844 — Anatole France, escritor francês (m. 1924).
- 1851 — Ernst Josephson, pintor sueco (m. 1906).
- 1859 — Manfredo Manfredi, arquiteto italiano (m. 1927).
- 1863 — Émile Friant, pintor francês (m. 1932).
- 1868 — Spottiswoode Aitken, ator britânico (m. 1933).
- 1877 — Gardner Williams, nadador norte-americano (m. 1933).
- 1881
  - Robert Grimm, político suíço (m. 1958).
  - Isidor Niflot, lutador estadunidense (m. 1950).
- 1883
  - Arnold Freiherr von Biegeleben, militar alemão (m. 1940).
  - Augustinas Voldemaras, político lituano (m. 1942).
  - Georg de Laval, pentatleta sueco (m. 1970).
- 1884
  - Arlindo de Andrade Gomes, jurista, jornalista e político brasileiro (m. 1975).
  - Axel Norling, ginasta sueco (m. 1964).
- 1886 — Ernst Thälmann, político alemão (m. 1944).
- 1889 — Charlie Chaplin, ator e cineasta britânico (m. 1977).
- 1895 — Ove Arup, engenheiro, arquiteto e empresário anglo-norueguês (m. 1988).
- 1896 — Tristan Tzara, poeta e ensaísta romeno (m. 1963).
- 1897
  - José Geraldo Vieira, escritor brasileiro (m. 1977).
  - Dary Holm, atriz alemã (m. 1960).

### Século XX

#### 1901–1950
- 1903 — Andrea Palma, atriz mexicana (m. 1987).
- 1904 — Jennison Heaton, piloto de bobsleigh e skeleton estadunidense (m. 1971).
- 1905 — Ludwig Fischer, militar, advogado e político alemão (m. 1947).
- 1907
  - Antonio Ortiz Mena, economista e político mexicano (m. 2007).
  - Wilhelm Dommes, militar alemão (m. 1990).
- 1908
  - António Lopes Ribeiro, cineasta português (m. 1955).
  - Ray Ventura, pianista francês (m. 1979).
- 1911 — Christine McIntyre, atriz e cantora estadunidense (m. 1984).
- 1912
  - Edmond Jabès, escritor e poeta francês (m. 1991).
  - Catherine Scorsese, atriz estadunidense (m. 1997).
- 1917
  - Charlotte Salomon, pintora alemã (m. 1943).
  - Barry Nelson, ator estadunidense (m. 2007).
- 1918 — Dick Gibson, automobilista britânico (m. 2010).
- 1919 — Merce Cunningham, dançarino estadunidense (m. 2009).
- 1921
  - Baltasar Rebelo de Sousa, médico, professor e político português (m. 2002).
  - Peter Ustinov, escritor, ator e cineasta britânico (m. 2004).
- 1922
  - Leo Tindemans, político belga (m. 2014).
  - Bobby Lapointe, cantor e compositor francês (m. 1972).
- 1923 — Alina Janowska, atriz polonesa (m. 2017).
- 1924 — Henry Mancini, compositor estadunidense (m. 1994).
- 1925 — Ruy Mesquita, jornalista brasileiro (m. 2013).
- 1927 — Papa Bento XVI (m. 2022)
- 1928
  - Paul Sylbert, diretor de arte estadunidense (m. 2016).
  - Richard Sylbert, diretor de arte estadunidense (m. 2003).
  - Gilbert Fesselet, futebolista suíço (m. 2022).
- 1932
  - Ronaldo Simões Coelho, escritor e psiquiatra brasileiro (m. 2020).
  - Marcos Alonso Imaz, futebolista espanhol (m. 2012).
- 1933
  - Ronald Sanson Stresser, jornalista e advogado brasileiro (m. 2012).
  - Qahhor Mahkamov, político tajique (m. 2016).
  - Marquitos, futebolista espanhol (m. 2012).
- 1935 — Bobby Vinton, cantor estadunidense.
- 1937 — George Steele, lutador e ator estadunidense (m. 2017).
- 1938 — Júlio Medaglia, maestro e arranjador brasileiro.
- 1939 — Dusty Springfield, cantora britânica (m. 1999).
- 1940 — Margarida II da Dinamarca.
- 1942 — Frank Williams, construtor automobilístico britânico (m. 2021).
- 1944 — Wendy Griner, ex-patinadora artística canadense.
- 1946 — Barry Simon, físico e matemático norte-americano.
- 1947
  - Gerry Rafferty, músico britânico (m. 2011).
  - Kareem Abdul-Jabbar, ex-jogador de basquete estadunidense.
  - Frank Hamblen, jogador e treinador de basquete norte-americano (m. 2017).
- 1948
  - Dé Aranha, ex-futebolista e treinador de futebol brasileiro.
  - Enver Marić, ex-futebolista bósnio.
- 1949 — Claude Papi, futebolista francês (m. 1983).
- 1950 — David Graf, ator estadunidense (m. 2001).

#### 1951–2000
- 1951 — Bobby Almond, ex-futebolista neozelandês.
- 1952
  - Yve-Alain Bois, historiador, filósofo e crítico de arte argelino.
  - Billy West, ator e dublador norte-americano.
- 1953 — Marshall Teague, ator norte-americano.
- 1954
  - Ellen Barkin, atriz estadunidense.
  - Geraldo Assoviador, futebolista brasileiro (m. 1976).
  - Hubert Minnis, político bahamense.
- 1955
  - Henrique de Luxemburgo.
  - Djamel Tlemçani, ex-futebolista argelino.
  - Kool Herc, DJ jamaicano.
  - Alipi Kostadinov, ex-ciclista tcheco.
- 1957
  - Essex Hemphill, poeta e ativista americano (m. 1995).
  - Reinaldo Rueda, treinador de futebol colombiano.
  - Radamel García, futebolista colombiano (m. 2019).
  - John Timothy Dunlap, líder religioso e advogado canadense.
- 1960
  - Pierre Littbarski, ex-futebolista e treinador de futebol alemão.
  - Rafael Benítez, treinador de futebol espanhol.
  - Jorge Baidek, ex-futebolista brasileiro.
  - Michel Gill, ator estadunidense.
- 1961
  - Doris Dragović, cantora croata.
  - Herman Frison. ex-ciclista belga.
- 1962
  - David Pate, ex-tenista norte-americano.
  - Antony Blinken, diplomata norte-americano.
- 1964 — Esbjörn Svensson, pianista sueco (m. 2008).
- 1965
  - Martin Lawrence, ator e diretor estadunidense.
  - Jon Cryer, ator estadunidense.
  - Mejuto González, ex-árbitro de futebol espanhol.
  - Michael Wong, ator chinês.
- 1966 — Seeiso do Lesoto.
- 1967 — Patrick Galbraith, ex-tenista estadunidense.
- 1968
  - Martin Dahlin, ex-futebolista sueco.
  - Vickie Guerrero, wrestler estadunidense.
  - Clare Daly, política irlandesa.
  - Greg Baker, ator e músico estadunidense.
- 1969
  - Olivia del Rio, atriz brasileira de filmes eróticos.
  - Germán Burgos, ex-futebolista e treinador de futebol argentino.
- 1970
  - Rui Vitória, treinador de futebol português.
  - Juan Enrique García, ex-futebolista venezuelano.
  - Arjan de Zeeuw, ex-futebolista neerlandês.
- 1971
  - Selena, cantora estadunidense (m. 1995).
  - Natasha Zvereva, ex-tenista bielorrussa.
- 1972
  - Paolo Negro, ex-futebolista e treinador de futebol italiano.
  - Conchita Martínez, ex-tenista e treinadora de tênis espanhola.
- 1973 — Akon, cantor, compositor e produtor musical senegalês-americano.
- 1974 — Fabián Robles, ator mexicano.
- 1975
  - Tiago Ferreira, ex-futebolista português.
  - Flávio Canto, ex-judoca e apresentador de televisão brasileiro.
  - Diego Alonso, ex-futebolista e treinador de futebol uruguaio.
  - Karl Yune, ator estadunidense.
- 1976
  - Lukas Haas, ator estadunidense.
  - Shu Qi, atriz taiwanesa.
- 1977
  - Fredrik Ljungberg, ex-futebolista e treinador de futebol sueco.
  - Alek Wek, modelo sul-sudanesa.
  - Thomas Rasmussen, ex-futebolista dinamarquês.
- 1978
  - Igor Tudor, ex-futebolista e treinador de futebol croata.
  - Nikki Griffin, atriz estadunidense.
  - André Valadão, cantor e compositor brasileiro.
  - Lara Dutta, atriz e modelo indiana.
- 1979
  - Juan Krupoviesa, ex-futebolista argentino.
  - Christijan Albers, ex-automobilista neerlandês.
- 1981
  - Fernandinho, ex-futebolista brasileiro.
  - Nasief Morris, ex-futebolista sul-africano.
  - Anestis Agritis, ex-futebolista grego.
- 1982 — Gina Carano, lutadora, atriz e modelo estadunidense.
- 1983
  - Sabrina Petraglia, atriz brasileira.
  - Marié Digby, cantora norte-americana.
- 1984
  - Mourad Meghni, ex-futebolista francês.
  - Paweł Kieszek, futebolista polonês.
  - Noah Fleiss, ator estadunidense.
  - Romain Feillu, ciclista francês.
- 1985
  - Taye Taiwo, ex-futebolista nigeriano.
  - Andreas Granqvist, ex-futebolista sueco.
  - Júnior Mano, empresário e político brasileiro.
  - Benjamín Rojas, cantor e ator argentino.
  - Nate Diaz, lutador estadunidense.
- 1986
  - Paul di Resta, automobilista britânico.
  - Shinji Okazaki, ex-futebolista japonês.
  - Luís Carlos Almada Soares, ex-futebolista cabo-verdiano.
- 1987
  - Aaron Lennon, ex-futebolista britânico.
  - Aleksander Vinter, DJ, produtor musical e compositor norueguês.
  - Martin Fenin, futebolista tcheco.
- 1988
  - Claudio Beauvue, futebolista francês.
  - Abdul Rahim Ayew, futebolista ganês.
  - Stefan Figueiredo, futebolista brasileiro-honconguês.
  - Jullie, cantora, atriz e dubladora brasileira.
  - Luis Cáceres, futebolista paraguaio.
- 1989
  - Victoria Guerra, modelo e atriz portuguesa.
  - Jonathan Zongo, ex-futebolista burquinês.
  - Dani Parejo, futebolista espanhol.
- 1990
  - Lily Loveless, atriz britânica.
  - Marcelo Cañete, futebolista argentino.
  - Jules Sitruk, ator francês.
  - Arthur Zanetti, ex-ginasta brasileiro.
- 1991
  - Luis Muriel, futebolista colombiano.
  - Bruno Fabiano Alves, futebolista brasileiro.
  - Katie Meili, ex-nadadora norte-americana.
  - Brian van Goethem, ciclista neerlandês.
- 1992
  - Sebastião de Luxemburgo.
  - Marllon Borges, futebolista brasileiro.
  - Richèl Hogenkamp, tenista neerlandesa.
  - Rukidi IV, monarca ugandês.
- 1993
  - Chance the Rapper, rapper estadunidense.
  - Mirai Nagasu, patinadora artística americana.
- 1994 — Lucas Lira, youtuber e influenciador digital brasileiro.
- 1995
  - Ramy Bensebaini, futebolista argelino.
  - Mackenzie McDonald, tenista norte-americano.
- 1996
  - Anya Taylor-Joy, modelo e atriz estadunidense.
  - Taylor Townsend, tenista estadunidense.
  - Alberto Cerri, futebolista italiano.
- 1997 — Jaakko Hänninen, ciclista finlandês.
- 1998
  - Julinho KSD, cantor e rapper português.
  - Lola Anderson, remadora britânica.
- 1999
  - Lisette Olivera, atriz norte-americana.
  - Wendell Carter Jr., jogador de basquete norte-americano.
  - Conor Leahy, ciclista australiano.
- 2000
  - Bruna Carvalho, atriz brasileira.
  - Jang Jun, taekwondista sul-coreano.

### Século XXI
- 2002
  - Sadie Sink, atriz estadunidense.
  - Ivonei Jr., futebolista brasileiro.
- 2004 — Ilias Akhomach, futebolista hispano-marroquino.
- 2008 — Leonor da Bélgica.

## Mortes

### Anterior ao século XIX
- 0069 — Otão, imperador romano (n. 32).
- 0665 — Frutuoso de Braga, monge e bispo português (n. ?).
- 1113 — Esvetopolco II de Kiev (n. 1050).
- 1118 — Adelaide del Vasto, rainha de Jerusalém (n. 1072.
- 1186 — Drogo de Sebourg, santo francês (n. 1105).
- 1198 — Frederico I da Áustria (n. 1175).
- 1566 — Júlia Gonzaga, nobre italiana (n. 1513).
- 1640 — Carlota Flandrina de Nassau (n. 1569).
- 1756 — Jacques Cassini, astrônomo francês (n. 1677).

### Século XIX
- 1812 — José Luís de Vasconcelos e Sousa, 1.º marquês de Belas (n. 1740).
- 1828 — Francisco de Goya, pintor e gravador espanhol (n. 1746).
- 1846 — Domenico Dragonetti, compositor e contrabaixista italiano (n. 1763).
- 1850 — Marie Tussaud, artista francesa (n. 1761).
- 1859 — Alexis de Tocqueville, historiador e cientista político francês (n. 1805).
- 1879 — Bernadette Soubirous, religiosa e santa francesa (n. 1844).
- 1888 — Zygmunt Wróblewski, físico e químico polonês (n. 1845).
- 1892 — Henry Allon, religioso britânico (n. 1818).

### Século XX
- 1905 — Otto Wilhelm von Struve, astrônomo russo (n. 1819).
- 1915 — Nelson W. Aldrich, político norte-americano (n. 1841).
- 1947 — Rudolf Höß, oficial alemão (n. 1900).
- 1972 — Yasunari Kawabata, novelista japonês (n. 1899).
- 1973 — Nino Bravo, cantor espanhol (n. 1944).
- 1978 — Vicente Leporace, ator brasileiro (n. 1912).
- 1996 — Tomás Gutiérrez Alea, cineasta cubano (n. 1928).
- 1997 — Emilio Azcárraga Milmo, empresário mexicano (n. 1930).

### Século XXI
- 2006 — Francisco Adam, modelo e ator português (n. 1983).
- 2007
  - Maria Lenk, nadadora brasileira (n. 1915).
  - Cho Seung-hui, estudante sul-coreano (n. 1984).
  - Liviu Librescu, professor romeno-americano (n. 1930).
- 2008 — Edward Lorenz, meteorologista, matemático e filósofo estadunidense (n. 1917).
- 2009 — Eduardo Rózsa-Flores, jornalista, ator e poeta húngaro-boliviano (n. 1960).
- 2016 — Clare Crockett, religiosa e missionária católica britânica (n. 1982).
- 2018
  - Paul Singer, economista austro-brasileiro (n. 1932).
  - Dona Ivone Lara, cantora brasileira (n. 1922).
- 2020 — Christophe, cantor, compositor e ator francês (n. 1945).
- 2025 — Aaron Boupendza, futebolista gabonês (n. 1996).

## Feriados e eventos cíclicos

### Internacional
- Dia Mundial da Voz

### Brasil
- Dia Nacional da Lembrança do Holocausto
- Fundação da Cidade de Naviraí, MS
- Emancipação da Cidade de Codó, MA
- Emancipação da Cidade de Canguaretama, RN

### Cristianismo
- Benedito José Labre
- Bernadette Soubirous
- Drogo de Sebourg
- Engrácia de Saragoça
- Frutuoso de Braga
- Isabella Gilmore

## Outros calendários
- No calendário romano era o 16.º dia (XVI) antes das calendas de maio.
- No calendário litúrgico tem a letra dominical A para o dia da semana.
- No calendário gregoriano a epacta do dia é xiii.